# Bożena Gronowska
Bożena Maria Gronowska (ur. 3 maja 1955 w Toruniu) – polska prawnik, profesor nauk prawnych, nauczyciel akademicki Uniwersytetu Mikołaja Kopernika w Toruniu, specjalności naukowe: postępowanie karne, prawa człowieka, wiktymologia.

## Życiorys
Jest absolwentką IV Liceum Ogólnokształcącego im. Tadeusza Kościuszki w Toruniu (1974) i studiów prawniczych na Uniwersytecie Mikołaja Kopernika (1978). W 1978 podjęła pracę na macierzystej uczelni. Tam w 1984 otrzymała stopień doktora nauk prawnych. W 1997 na podstawie dorobku naukowego oraz rozprawy pt. Wolność i bezpieczeństwo osobiste w sprawach karnych w świetle standardów Rady Europy uzyskała na Wydziale Prawa i Administracji Uniwersytetu Mikołaja Kopernika w Toruniu stopień doktora habilitowanego nauk prawnych w zakresie prawa, specjalność: prawo karne. W 2013 prezydent RP nadał jej tytuł naukowy profesora nauk prawnych.
Została profesorem Uniwersytetu Mikołaja Kopernika w Toruniu na Wydziale Prawa i Administracji w Katedrze Praw Człowieka i kierownikiem tej katedry. Była prodziekanem Wydziału Prawa i Administracji Uniwersytetu Mikołaja Kopernika w Toruniu.